# Macronadata collaris
Macronadata collaris är en fjärilsart som beskrevs av Heinrich Benno Möschler 1887. Macronadata collaris ingår i släktet Macronadata och familjen tandspinnare. Inga underarter finns listade i Catalogue of Life.